# Vnitrostátní letiště

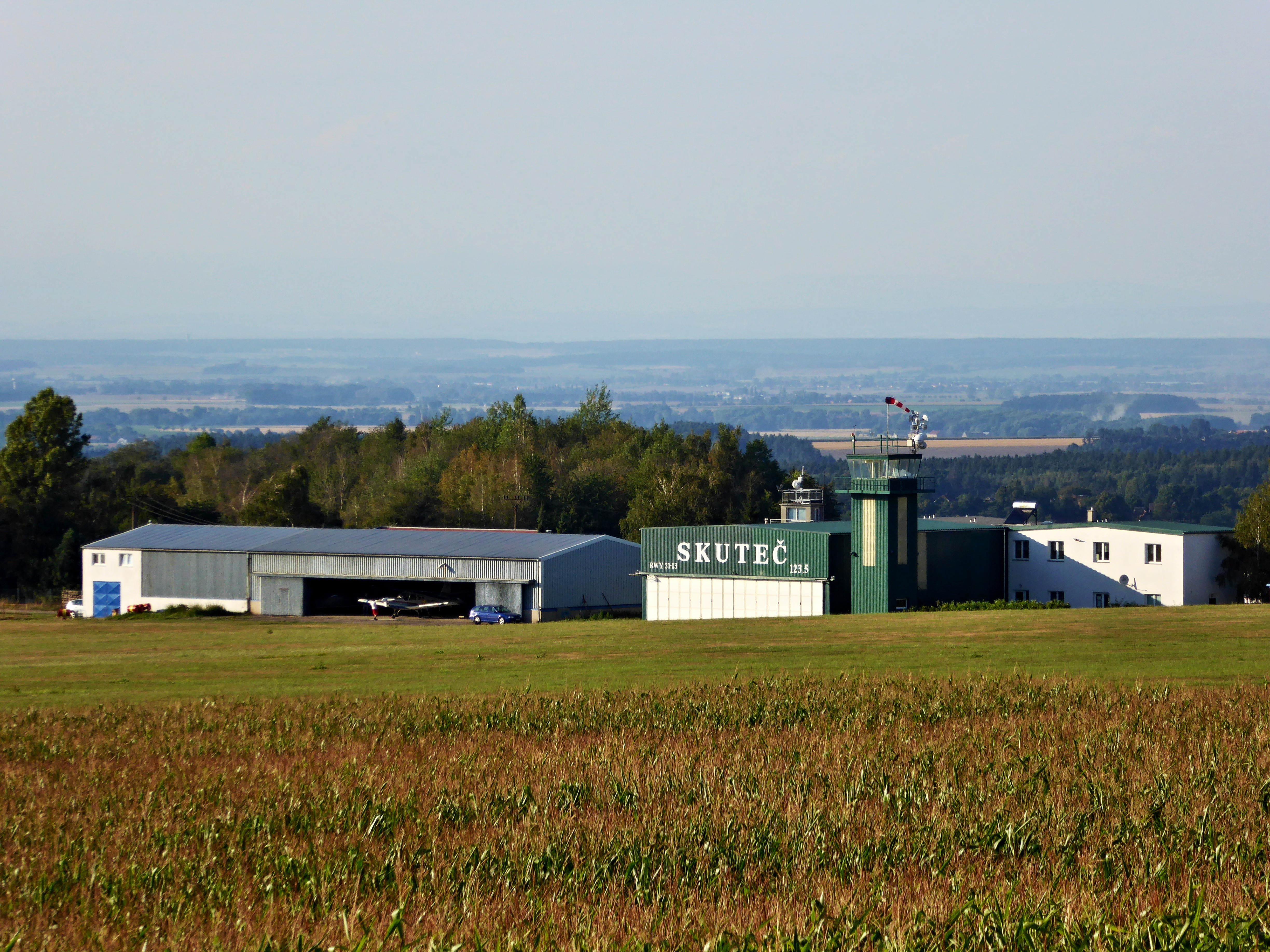
Vnitrostátní letiště Skuteč poblíž města Skuteč v Pardubickém kraji

Vnitrostátní nebo také domácí letiště jsou letiště, která přijímají pouze vnitrostátní lety. Nemají celní a imigrační zázemí pro cestující či zboží cestující mezi různými státy. Bývají většinou menší než ta mezinárodní, mají kratší ranveje. Většina letišť na světě je vnitrostátních.[zdroj?]

## Česko
V Česku jsou vnitrostátní letiště určená a vybavená k uskutečňování vnitrostátních letů (letů v rámci Česka) a vnitřních letů (letů v rámci Schengenského prostoru). V roce 2023 se v Česku nacházelo 74 vnitrostátních letišť.